# Metate

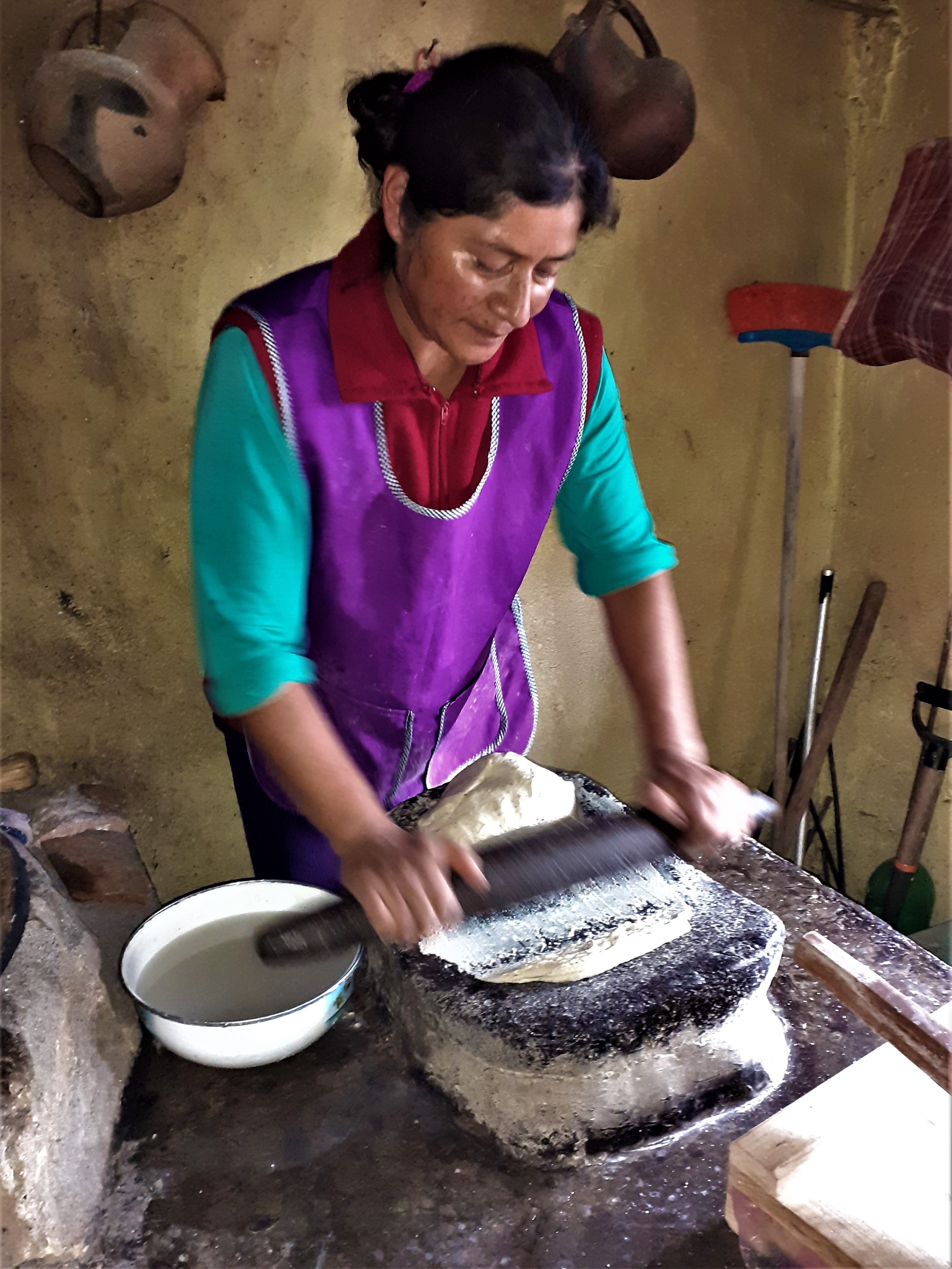
Isabel Nicolás, mujer ñuu savi (mixteca) moliendo masa de maíz en el yooso (metate en mixteco) al hacer tortillas, San Juan Achiutla, Oaxaca, México, 2020.

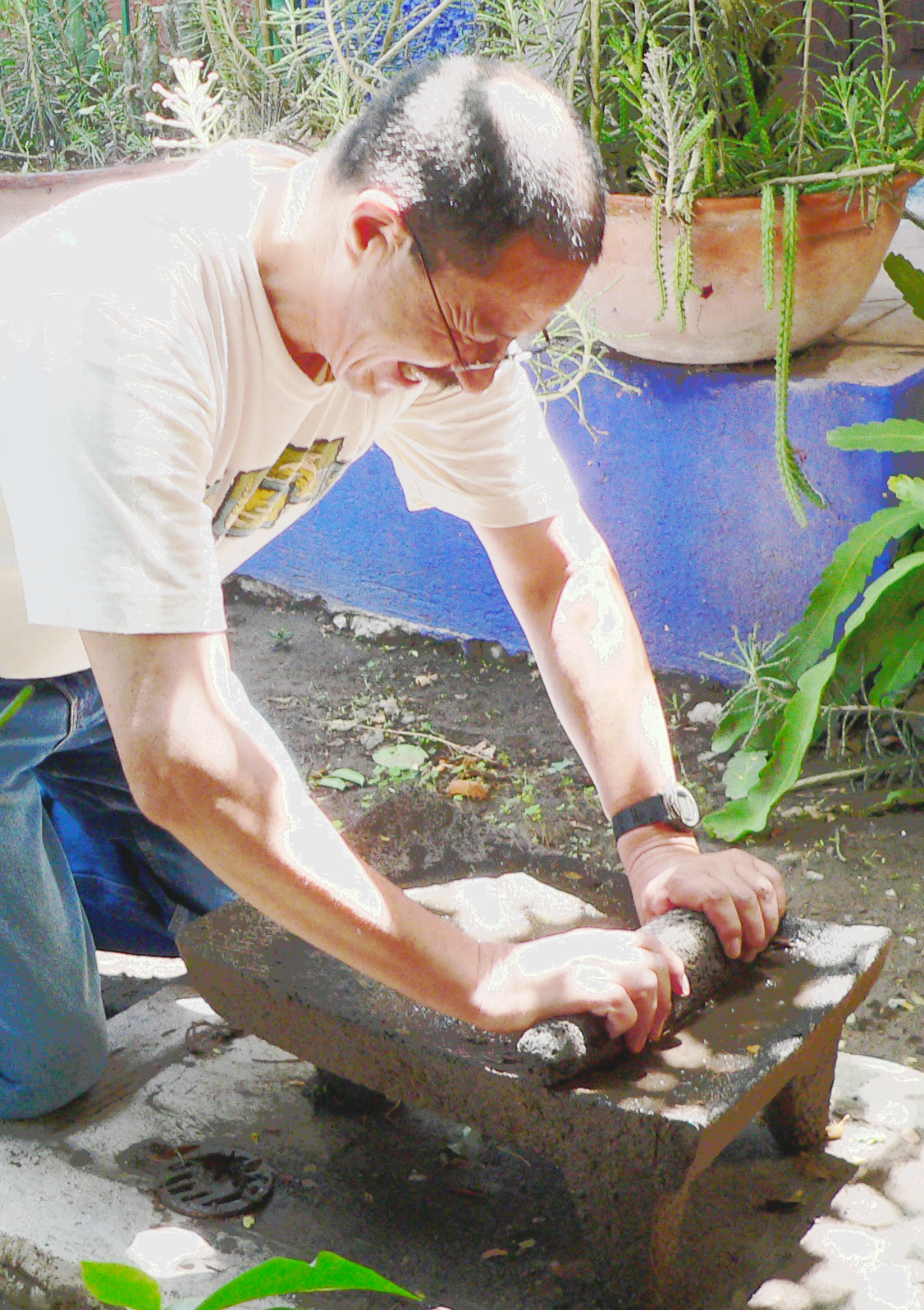
Uso de un metate.

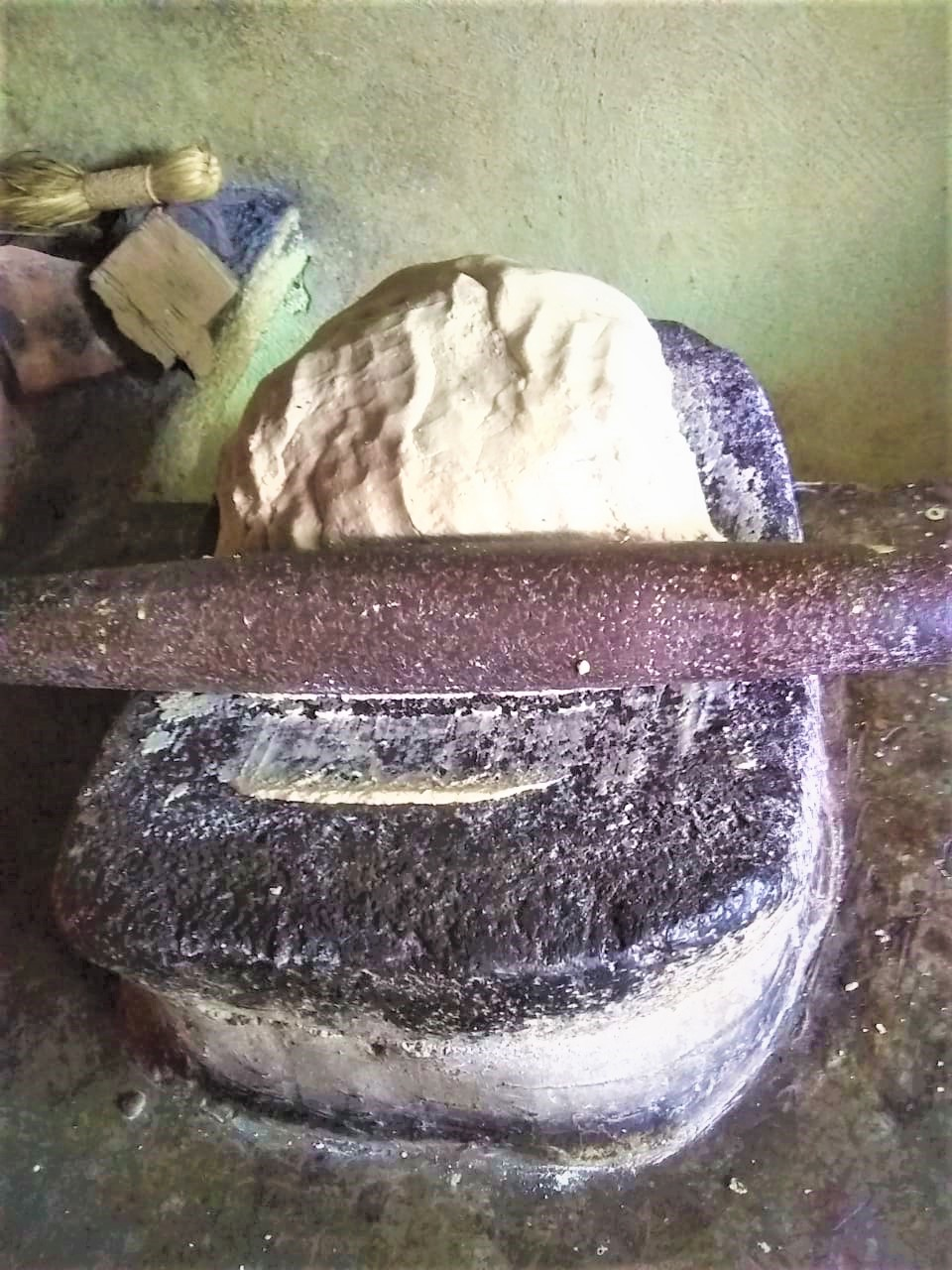
Masa de maíz molida en metate, San Juan Achiutla, Oaxaca, México.

El metate (del náhuatl metlatl), kaʼ (en maya yucateco), o yooso (en mixteco) es un utensilio de cocina utilizado en diversas culturas de Mesoamérica desde tiempos prehispánicos para moler granos como los de maíz o los de cacao, chiles para mole e incluso arroz. Se compone de dos elementos: una plancha rectangular de piedra pulida con tres o cuatro patas, y el metlapile (metlapilli) o mano de metate, el rodillo cilíndrico que se toma con ambas manos para moler los granos. La versión más sencilla, la cual carece de piernas, se denomina huilanche (huilantli).
Su uso se extiende por el sur de México, Guatemala, Belice, El Salvador, Honduras, Nicaragua, y Costa Rica, pero con la aparición de molinos mecánicos, prácticamente ha desaparecido.

## Historia
Se estima que el uso de metates comenzó en el período Cenolítico superior (5000-3000 a. C.) de la de la historia mesoamericana, así como en el Arcaico medio en el suroeste de los Estados Unidos (3500 a. C.). Los metates más antiguos encontrados eran planos o con forma de cuenca; Los metates en forma de artesa se empezaron a utilizar en el suroeste alrededor del año 450 a. C.

### Usos actuales
El metate es actualmente relegado a ser un instrumento para moler granos y especias, sobre todo se le identifica en la preparación de comidas tradicionales como moles y masa para tortillas, cuando en sí su utilidad abarca las modernas licuadoras eléctricas, los extractores de jugo, los molinos de granos y carnes, etc.

## Diseño y uso

### Como instrumento tradicional
El metate es un instrumento de molienda que puede encontrarse en diversos tamaños, desde ejemplares de pocos centímetros hasta otros que superan el metro de longitud. Ha desempeñado un papel fundamental en la economía doméstica tradicional, ya que, antes de la invención de los molinos y licuadoras eléctricas, constituía el principal medio para obtener harinas, salsas y otros productos molidos. Su uso se extendía también a la preparación de colorantes a base de tierras y otros materiales. Debido a su amplia distribución geográfica y a la diversidad de formas que presenta, se le considera uno de los instrumentos más antiguos utilizados por el ser humano.

### Materiales y simbolismo
Como herramienta de molienda, el metate se fabrica con materiales duros y de baja porosidad, lo que facilita su limpieza y evita la mezcla de sabores entre usos. Tradicionalmente, se elabora con piedra volcánica, aunque también existen ejemplares hechos de barro cocido o piedra metamórfica, como el granito. Este último material, por su costo elevado, estaba reservado para metates de mayor valor, que en ocasiones eran decorados con grabados o inscripciones para facilitar su identificación.
En algunas culturas, el metate formaba parte del ajuar matrimonial, y su ruptura era considerada una grave ofensa. Por su utilidad y simbolismo, era una de las piezas más valiosas del hogar.

## El metate en la cultura

### Cultura mexicana
El metate tiene una connotación cultural en México. Hasta mediados del siglo XX su uso estaba muy extendido en todo el país, ya que las mujeres pasaban gran parte del tiempo en la preparación de la masa y en la fabricación de tortillas.
El rol de las mujeres indígenas mexicanas estaban muy centralizado en esas tareas y tenían un carácter histórico bien fundamentado debido al papel de la mujer como ama de casa y del hombre como obrero agrícola. El trabajo en el metate es muy cansado y lleva mucho tiempo triturar un producto. El metlapil es muy pesado al igual que el metate, por lo que comúnmente este instrumento se encontraba en el piso de la cocina, con lo que las mujeres tenían que estar en cuclillas para así poder hacer la molienda. Se acostumbraba reunirse en grupos para realizar esta actividad. El carácter central de la molienda de maíz en la cultura mexicana tiene miles de años y era parte de un rito que representaba el carácter grupal de la comunidad indígena.
A finales del siglo XX, debido principalmente a la modernización (incorporación de electricidad) de varias comunidades indígenas y a la invención de la licuadora y el molino eléctrico industrial, el uso del metate fue visto como algo anticuado y al mismo tiempo como un símbolo de pobreza y marginación por lo que comenzó a entrar en desuso.
Entre los grupos feministas se vio al metate un símbolo de dominación, y también por estas razones fue que su uso se redujo dramáticamente al punto de que en casi todas las ciudades dejó de existir esta técnica indígena de molienda.
Recientemente, el uso del metate y el molcajete ha tenido un resurgimiento, debido a que el sabor cambia al utilizar uno de estos instrumentos con respecto al producido por una licuadora o molino, ya que se puede controlar la calidad de la molienda además se piensa que la piedra agrega un sabor característico. En estos momentos el metate puede encontrarse en museos, algunas comunidades indígenas y para su uso artesanal en familias mexicanas. No es el caso del molcajete que afortunadamente ha resistido mejor el embate de la modernidad.
Este instrumento se sigue fabricando, aunque en las ciudades se suele encontrar con la variante de concreto con agregados finos para obtener una superficie lisa, también se usa concreto con arena de piedra volcánica negra para simular piedra volcánica, en ambos casos con colorantes negros para cemento, lo que puede hacer tóxico lo que se muele en el metate, esto se realiza básicamente porque el metate y el molcajete se han convertido en elementos decorativos y cuando son recién hechos son fáciles de tallar y baratos para vender, lo que mejora su venta. En algunos pueblos como es el caso de San Salvador el Seco, Puebla, se continúan haciendo en piedra volcánica para los exigentes compradores de los pueblos.

### Refranes
- A muele y muele ni metate queda. Se usa para indicar que la insistencia en demasía acaba con la paciencia. Además, "muele y muele" significa estar molestando insistentemente.
- Con la que entiende de atole y metate, con esa cásate. Consejo al soltero con el que se le recomienda casarse con una mujer hacendosa que sepa cocinar.
- Colgarse hasta la mano del metate. Ataviarse una mujer con grandes aretes y demasiadas pulseras y collares,[7] o un hombre con muchos ornamentos y portar visiblemente con accesorios electrónicos.